# 布埃斯河
43°33′53″N 0°5′50″E / 43.56472°N 0.09722°E
布埃斯河（法语：Bouès）是法國的河流，位於該國西南部，屬於阿羅斯河的右支流，河道全長63公里，發源自卡普韦恩附近，河畔城鎮有米耶朗、蒂亚克和馬爾西亞克。

## 外部連結
- The Bouès at the Sandre database